# الأمم الجنوبية
منطقة الأمم الجنوبية (أمهرية: ደቡብ ብሔሮች ብሔረሰቦችና ሕዝቦች ክልል، إنجليزية: SNNPR) هو إقليم يقع في إثيوبيا يسكنه العشرات من قبائل الإثيوبية ومنه سيداما وهي قبيلة حاميّة وغوراجية وهي من أصول عربية وكان جميع أفرادها من المسلمون ولكن أصبح نصفها تقريبا مسلمون وولاييتا وهي من أصول أفريقية وقبائل أخرى صغيره مثل غامو وغوفا وهديه والأبا ويم وباسكيتو وبنش وتسامى وزاى وديزو وسورما ومرسي ويشتهر الإقليم أنه مصدر البن وفيه تم اكتشاف أول حبة بنّ ويبلغ عدد سكانه حوالي 13 مليون نسمة وتشكل سيداما 13.4 وغوراجي 12.9 وولاييت 10.5 ويشكل المسلمون حوالي14%, والبروتستانت 55% والأرثوذكس 16% من السكان وهذه ومن أشهر الشخصيات التي ولدت بالإقليم منغستو هيلا مريام من ولاييتا والشيخ الكبير حسن إنجامو من الأبا والقائد العسكري الدموي يتروس أولنغا من غامو وكثير من شيوخ المسلمين الذين ساهمو بنشر الإسلام بالمنطقة.

## أعلام
- هايلي مريام ديسالين